# Parinari campestris
Espèce
Classification APG III (2009)
Statut de conservation UICN

 LC  : Préoccupation mineure
Synonymes
- Balantium cordifolium Desv. ex Ham.
- Ferolia campestris (Aubl.) Kuntze
- Petrocarya campestris (Aubl.) Willd.[1]

Parinari campestris est une espèce de plantes à fleurs de la famille des Chrysobalanaceae. C'est l'espèce type du genre Parinari Aubl..
C'est un arbre.
En Guyane, on l'appelle Gris-gris, Gaulette blanc, Néflier de Guyane (créole), Koko, Foungouti koko, Foungouti (Nenge tongo), Fungu pau (Saramaka), Kupeshini (Kali'na), Ãnkiavunon (Palikur),,.
Au Suriname, on l'appelle Vonkhout (Hollandais du Suriname), Foengoe, Tajamama (Sranan tongo), Boehoeroedoe, Beherada, Behoerada, Bohowoda, Buirata (Arawak), Foengoe pau (Saramaka), Koepésienie, Koepensienoe (Karib),.
On le nomme Pajura-grande au Brésil, Wild potato, Buhurada, Mahaicaballi au Guyana, et Guaray, Merecurillo, Pasita au Venezuela.
C'est aussi une des espèces que l'on appelle Bois Bandé dans les Caraïbes (Trinidad).

## Description
Parinari campestris est un arbre atteignant 25 m de haut.
Les jeunes branches sont villeuses (pubescence courte et douce), devenant glabres et grisâtres avec l'âge.
Son bois dur et lourd (densité : 0,80 à 0,90), est de couleur brun rose plus ou moins clair, et contient généralement d'abondants gros corpuscules siliceux. Les vaisseaux sont rares (1 à 2 par mm2), plus ou moins bien disséminés (tendance à former des amas lâches ou de courtes files obliques), et très gros (220 à 320 µm), avec des thylles rares à abondants.
Les feuilles sont subsessiles, glabres dessus, tomenteuses dessous, à base arrondie à cordée, et à apex acuminé (acumen long de 7-12 mm).
Les pétioles longs de 2-4(-7) mm, sont cylindriques, pubescents lorsqu'ils sont jeunes, et agrémentés de glandes discrètes.
Ses stipules mesurant jusqu'à 1-3(4) cm de long, sont larges, aiguës à l'apex, villeuses, acuminées, semi-amplexicaules (enserrant plus ou moins la tige), et persistantes (ou tardivement caduques).
Les limbes mesurent de 6-13 x 3-6,5 cm, sont de forme ovale.
La nervure médiane est légèrement saillante sur le dessus, et les 14-16 paires de nervures secondaires sont proéminentes dessous.
Les inflorescences sont des panicules ou racèmes terminaux et axillaires.
Le rachis et les axes portent une courte pubescence brune.
On observe souvent deux glandes sur les jeunes branches sous le point d'abscission du pétiole.
Le réceptacle est subcampanulé-turbiné, couvert d'un tomentum brun à l'extérieur.
Le tube du calice est tomenteux à l'intérieur et sur la marge, avec des poils hérissés, retorses.
On compte 5 pétales blancs, glabres, plus courts que les lobes du calice.
Les 7 étamines fertiles, d'un côté font face à 7-8 staminodes filamenteuses, à base connée et sans anthères.
L'ovaire et la base du style sont densément velues, hirsutes.
Le fruit est glabre, de forme oblongue, de couleur brun foncé, avec de petites taches blanches, long de (3-)4-6 cm pour (1,5-)2-3 cm de large.
L'épicarpe est lenticellé, le mésocarpe fin et charnu, et l'endocarpe épais et dur, densément tomenteux à l'intérieur
,,.

## Répartition
Parinari campestris est présent au Venezuela, à Trinidad, dans les Guyanes (Guyana, Suriname, Guyane) et au nord de l'Amazonie brésilienne adjacente,.

## Écologie
Parinari campestris pousse sur les berges inondables des cours d'eau et aux alentours des savanes et des milieux ouverts, autour de 0–900 m d'altitude au Venezuela.
Parinari campestris est une espèce dominante dans les forêts ripicoles des cours d'eau côtiers de la Malmanoury et de la Karouabo,
dans les forêts sur cordons sableux anciens d'Awala-Yalimapo (Guyane)
et les forêts marécageuses à Mauritia flexuosa à Trinidad.
Les fruits et graines de Parinari campestris et une des ressources végétales les plus communes dans le régime alimentaire de la tortue Peltocephalus dumerilianus

## Utilisation
Parinari campestris produit un bois dur et cassant. Il est initialement peu durable, mais peut convenir après traitement pour des usages en extérieur ou sous-marins (résistance aux tarets du fait de sa teneur en silice).
L'écorce de Parinari campestris est un aphrodisiaque populaire à Trinidad. L'extrait de cette écorce ne présenterait pas de toxicité particulière.

## Chimie
Ses composés chimiques ont été analysés,.
On a découvert un dimère de diterpène kaurane original dans Parinari campestris: le 15-oxozoapatlin-13α-yl-10′α,16′α-dihydroxy-9′α-methyl-20′-nor-kauran-19′-oic acid γ-lactone-17′-oate.

## Protologue

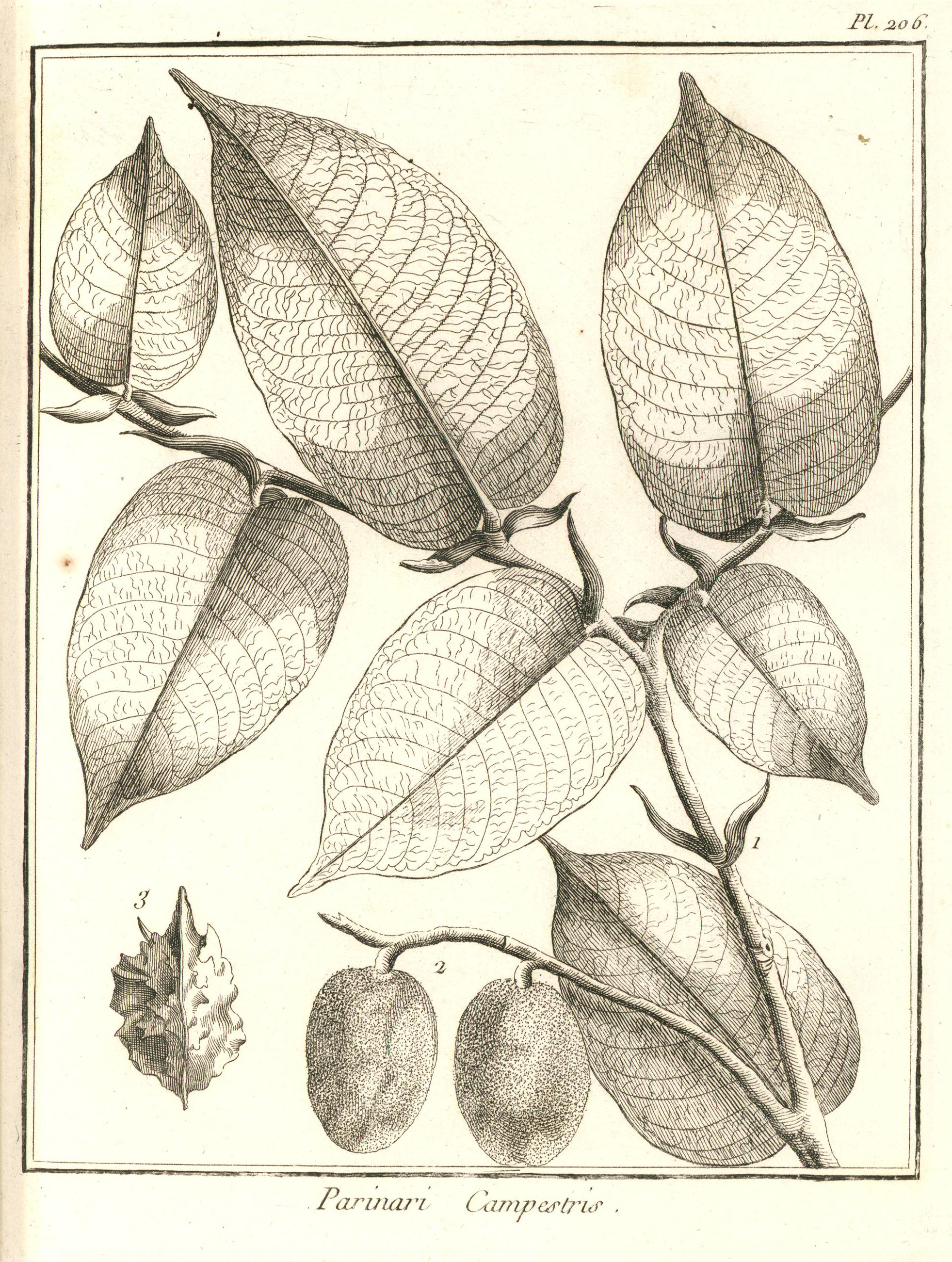
Parinari campestris par Aublet (1775)
Planche 206.
1. Stipules. - 2. Baies. - 3. Noyau.

En 1775, le botaniste Aublet propose le protologue suivant : 

« PARINARI (campeſtris) foliis cordatis, acutis, fructu parvo. (Tabula 206.)
Arbor trunco triginta vel quadraginta-pedali, ad ſummitatem ramoſo ; ramulis villoſis, candicantibus. Folia alterna, ſubſeſſilia, ſupernè virenria, internè tomento candicantia, cordata, ovata, acuminata. Stipulæ binæ, villoſæ, latæ, oblongæ, concavæ, acutæ, ſemi-amplexi-caules, deciduæ, ad baſim foliorum. Flores racemoſi, axillares & terminales. Corolla, stamina, piſtillum, ut in præcedenti. Pericarpium : drupa ovata, parva, cortice craſſa, è ſulco virenti, acido : putamen oſſeum, duriſſimum, compreſſum, ovatum, inæasquale, rugoſum, ad oras dentatum, acutum, biloculare. Semen unicum in quolibet loculo, dulce & edule. 
Florebat & fructum ferebat Junio.
Habitat in ſylvis Timoutou.

LE PARINARI à petit fruit. (Planches 206.)
le tronc de cet arbre s'élève a trente ou quarante pieds, ſur un pied & demi de diamètre ; ſon écorce eſt griſâtre, gerſée & ridée, ſon bois eſt jaunâtre, dur & compacte. Il pouſſe à ſon ſommet pluſieurs branches, les unes droites, & les autres inclinées ; elles ſont chargées de rameaux garnis de feuilles alternes, entières, vertes en deſſus, couvertes en deſſous d'un duvet court & blanchâtre. Ces feuilles ont la forme d'un cœur terminé par une longue pointe. Leur pédicule eſt très court, il eſt accompagné de deux longues & larges stipules aiguës, entières & velues. Les plus grandes feuilles ont environ ſix pouces de longueur, ſur trois de largeur. 
Les fleurs naiſſent en grappe à l'extrémité des branches, à 1'aiſſelle des feuilles : elles ſont ſemblables à celles de l'arbre qui vient d'être décrit. 
Le fruit eſt une baie ovoïde, liſſe, jaunâtre ; ſon écorce eſt charnue, pulpeuſe & acide. Elle couvre un noyau ovale, comprimé irrégulièrement, marqué de pluſieurs cavités dont les bords ſont ſaillants & tranchants. L'une & l'autre face ſont partagées par une arrête. Les bords ſont comme dentelés, & les deux extrémités ſont terminées par une pointe plus allongée du côté de l'attache de la baie que de l'autre, où elle eſt très courte. 
Ce noyau eſt très dur, il eſt à deux loges oblongues qui renferment chacune une amande blanche, couverte d'une membrane rouſſâtre : cette amande eſt douce & bonne à manger. 
On a repréſenté le noyau de la baie de grandeur naturelle. 
Cet arbre eſt nommé PETIT PARINARI par les Garipons. 
Il étoit en fleur & en fruit dans le mois de Juin. 
Il croît dans les forêts de la Guiane au quartier de Timoutou. 
Cet arbre ſe trouve auſſi à l'Iſle de France au quartier de Moka.
Les Créoles appellent NEFLE le fruit de cet arbre. »

— Fusée-Aublet, 1775.